# GKS Bełchatów
GKS Bełchatów er en polsk fodboldklub.
Grundlagt i 1977, har klubben sin base i Bełchatów (hovedstaden i vodskabet Łódźsk) og spiller på Stadion GKS Bełchatów.

## Kendte spillere
Honduras
- Carlo Costly

Litauen
- Dainius Suliauskas

Polen
- Rafał Berliński
- Artur Bugaj
- Grzegorz Fonfara
- Łukasz Garguła
- Robert Górski
- Piotr Klepczarek
- Kamil Kosowski
- Jacek Krzynówek
- Grzegorz Rasiak
- Łukasz Sapela
- Marcin Żewłakow